# Low Thia Khiang

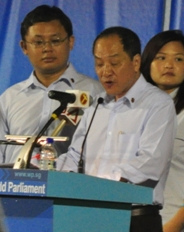
Low Thia Khiang (2011)

Low Thia Khiang (chinesisch: 刘程强; Pinyin: Liú Chéngqiáng; Pe̍h-ōe-jī: Lâu Thiâⁿ-kiàng; * 5. September 1956) ist ein singapurischer Politiker und Geschäftsmann. Er war der Führer der Arbeiterpartei (WP) und der Führer der Opposition im Parlament. Er war seit 1991 Abgeordneter des Parlaments (MP) und vertrat von 1991 bis 2011 den Hougang-Wahlkreis für Einzelmitglieder und seit 2011 den Wahlkreis für die Vertretung der Aljunied GRC (siehe hierzu Singapurisches_Parlament#Wahlsystem).
Low ist einer von sechs gewählten Abgeordneten der Opposition im 13. Parlament von Singapur.
Low besuchte die Lik Teck Primary School und die Chung Cheng High School, bevor er an der Nanyang University studierte. 1981 schloss er einen Bachelor of Arts (Honours) in Chinesisch an der National University of Singapore ab. 1982 absolvierte er ein Diplom in Pädagogik. Er arbeitete einige Jahre als Lehrer, bevor er sein eigenes Unternehmen gründete.
Zwischen 1997 und 2011 waren Low und Chiam die einzigen gewählten oppositionellen Abgeordneten im Parlament. Bei den Parlamentswahlen 2011 entschieden sich Low und Chiam auf einen Verzicht ihrer Sitze in Hougang und Potong Pasir SMC, um im Mehrpersonenwahlkreis Aljunied GRC bzw. Bishan-Toa Payoh GRC gegeneinander anzutreten. Sie riskierten, dass es keine gewählten Abgeordneten im Parlament geben würde. Für Low zahlt sich diese Strategie aus, als er die Arbeiterpartei mit einem Sieg in Aljunied GRC zu einem historischen Durchbruch bei den Wahlen führte. Der Sieg war das erste Mal, dass eine Oppositionspartei einen GRC gewann, und brachte zusätzlich fünf Abgeordnete der Arbeiterpartei ins Parlament. Sein bisheriger Sitz in Hougang SMC wurde von seinem Parteimitglied Yaw Shin Leong beibehalten.